# Crenicichla semifasciata
Crenicichla semifasciata är en fiskart som först beskrevs av Heckel, 1840.  Crenicichla semifasciata ingår i släktet Crenicichla och familjen Cichlidae. Inga underarter finns listade i Catalogue of Life.